# Cuscús (animal)
Els cuscussos són 22 espècies de petits mamífers que pertanyen a 4 dels 6 gèneres de la família dels falangèrids.

## Gèneres i espècies
- Gènere Ailurops
  - Cuscús gros de les illes Talaud (Ailurops melanotis)
  - Cuscús gros de Sulawesi (Ailurops ursinus)
- Gènere Phalanger
  - Cuscús comú meridional (Phalanger mimicus)
  - Cuscús comú oriental (Phalanger intercastellanus)
  - Cuscús comú septentrional (Phalanger orientalis)
  - Cuscús de l'illa Woodlark (Phalanger lullulae)
  - Cuscús de muntanya (Phalanger carmelitae)
  - Cuscús de les Moluques (Phalanger ornatus)
  - Cuscús de Rothschild (Phalanger rothschildi)
  - Cuscús de Stein (Phalanger vestitus)
  - Cuscús de Telefomin (Phalanger matanim)
  - Cuscús sedós (Phalanger sericeus)
  - Cuscús terrestre de les illes Aru (Phalanger gymnotis)
  - Phalanger alexandrae
  - Phalanger matabiru
- Gènere Spilocuscus
  - Cuscús roig-i-negre (Spilocuscus rufoniger)
  - Cuscús tacat (Spilocuscus maculatus)
  - Cuscús tacat de l'illa Waigeo (Spilocuscus papuensis)
  - Spilocuscus kraemeri
  - Spilocuscus wilsoni
- Gènere Strigocuscus
  - Cuscús de les illes Banggai (Strigocuscus pelengensis)
  - Cuscús petit de Sulawesi (Strigocuscus celebensis)